# Europawahl in Ungarn 2024
- DK–MSZP–Párbeszéd: 2
- TISZA: 7
- FIDESZ–KDNP: 11
- MHM: 1

- S&D: 2
- EVP: 7
- PfE: 11
- ESN: 1

Die Europawahl in Ungarn 2024 fand am 9. Juni als Teil der EU-weiten Europawahl 2024 statt. Sie war die fünfte Wahl zum Europäischen Parlament. In Ungarn wurden 21 der 720 Abgeordneten des Europaparlaments gewählt.

## Ausgangslage

### Scheidendes Parlament
| Fraktion                       | Fraktion                                               | Mandate | Partei         | Partei                          | Mandate |
| ------------------------------ | ------------------------------------------------------ | ------- | -------------- | ------------------------------- | ------- |
|                                | Fraktionslose                                          | 13 / 21 |                | Fidesz – Ungarischer Bürgerbund | 12 / 21 |
|                                | Fraktionslose                                          | 13 / 21 | Jobbik         | 1 / 21                          |         |
|                                | Fraktion der Progressiven Allianz der Sozialdemokraten | 5 / 21  |                | Demokratikus Koalíció           | 4 / 21  |
|                                | Fraktion der Progressiven Allianz der Sozialdemokraten | 5 / 21  | Esély Közösség | 1 / 21                          |         |
|                                | Renew Europe                                           | 2 / 21  |                | Momentum Mozgalom               | 2 / 21  |
|                                | Fraktion der Europäischen Volkspartei                  | 1 / 21  |                | Kereszténydemokrata Néppárt     | 1 / 21  |
|                                |                                                        |         |                |                                 |         |
| Quelle: Europäisches Parlament |                                                        |         |                |                                 |         |

### Listen und Parteien
| N.                               | Liste | Liste                          | Partei                         | Partei                          | Europapartei | Erstplatzierter in der Liste |
| -------------------------------- | ----- | ------------------------------ | ------------------------------ | ------------------------------- | ------------ | ---------------------------- |
| 1                                |       | Megoldás Mozgalom              | Megoldás Mozgalom              | Megoldás Mozgalom               | –            | Viktor Huszar                |
| 2                                |       | LMP – Magyarország Zöld Pártja | LMP – Magyarország Zöld Pártja | LMP – Magyarország Zöld Pártja  | – a          | Péter Ungár                  |
| 3                                |       | DK – MSZP – Párbeszéd          |                                | Demokratikus Koalíció           | SPE          | Klára Dobrev                 |
| 3                                |       | DK – MSZP – Párbeszéd          | Magyar Szocialista Párt        | SPE                             |              | Klára Dobrev                 |
| 3                                |       | DK – MSZP – Párbeszéd          | Párbeszéd – A Zöldek Pártja    | EGP                             |              | Klára Dobrev                 |
| 4                                |       | Második Reformkor Párt         | Második Reformkor Párt         | Második Reformkor Párt          | –            | Gábor Vona                   |
| 5                                |       | Mindenki Magyarországa Néppárt | Mindenki Magyarországa Néppárt | Mindenki Magyarországa Néppárt  | –            | Péter Márki-Zay              |
| 6                                |       | Momentum Mozgalom              | Momentum Mozgalom              | Momentum Mozgalom               | ALDE         | Anna Donáth                  |
| 7                                |       | FIDESZ – KDNP                  |                                | Fidesz – Ungarischer Bürgerbund | –            | Tamás Deutsch                |
| 7                                |       | FIDESZ – KDNP                  | Kereszténydemokrata Néppárt    | EVP                             |              | Tamás Deutsch                |
| 8                                |       | Jobbik                         | Jobbik                         | Jobbik                          | ECPB         | Péter Róna                   |
| 9                                |       | Tisztelet és Szabadság Párt    | Tisztelet és Szabadság Párt    | Tisztelet és Szabadság Párt     | –            | Péter Magyar                 |
| 10                               |       | Magyar Kétfarkú Kutya Párt     | Magyar Kétfarkú Kutya Párt     | Magyar Kétfarkú Kutya Párt      | PPEU         | Marietta Le                  |
| 11                               |       | Mi Hazánk Mozgalom             | Mi Hazánk Mozgalom             | Mi Hazánk Mozgalom              | –            | László Toroczkai             |
|                                  |       |                                |                                |                                 |              |                              |
| Quelle: Nemzeti Választási Iroda |       |                                |                                |                                 |              |                              |

## Ergebnis

### Nach Parteien
| Listen                                                 | Listen                         | Stimmen   | %    | Mandate |
| ------------------------------------------------------ | ------------------------------ | --------- | ---- | ------- |
|                                                        | FIDESZ – KDNP                  | 2.048.211 | 44,8 | 11      |
|                                                        | Tisztelet és Szabadság Párt    | 1.352.699 | 29,6 | 7       |
|                                                        | DK – MSZP – Párbeszéd          | 367.162   | 8,0  | 2       |
|                                                        | Mi Hazánk Mozgalom             | 306.404   | 6,7  | 1       |
|                                                        | Momentum Mozgalom              | 169.082   | 3,7  | –       |
|                                                        | Magyar Kétfarkú Kutya Párt     | 163.960   | 3,6  | –       |
|                                                        | Jobbik                         | 45.404    | 1,0  | –       |
|                                                        | LMP – Magyarország Zöld Pártja | 39.646    | 0,9  | –       |
|                                                        | Második Reformkor Párt         | 30.961    | 0,7  | –       |
|                                                        | Mindenki Magyarországa Néppárt | 29.285    | 0,6  | –       |
|                                                        | Megoldás Mozgalom              | 16.806    | 0,4  | –       |
| Gesamt                                                 | Gesamt                         | 4.569.620 | 100  | 21      |
|                                                        |                                |           |      |         |
| Ungültige Stimmen                                      | Ungültige Stimmen              | 65.949    | 1,4  |         |
| Abgegebene Stimmen                                     | Abgegebene Stimmen             | 4.635.569 | –    |         |
| Ausgefallene Stimmen                                   | Ausgefallene Stimmen           | 4.829     | 0,1  |         |
| Wähler                                                 | Wähler                         | 4.640.398 | 59,5 |         |
| Wahlberechtigte                                        | Wahlberechtigte                | 7.803.603 |      |         |
|                                                        |                                |           |      |         |
| Quellen: Nemzeti Választási Iroda, Ergebnis, Protokoll |                                |           |      |         |

### Wähler und Wahlberechtigte
| Datum           | Inland    | Ausland | Briefwahl | Insgesamt |
| --------------- | --------- | ------- | --------- | --------- |
| Wähler          | 4.562.447 | 18.661  | 59.290    | 4.640.398 |
| Wahlberechtigte | 7.655.344 | 21.458  | 126.801   | 7.803.603 |